# 交響曲第6番 (ハイドン)

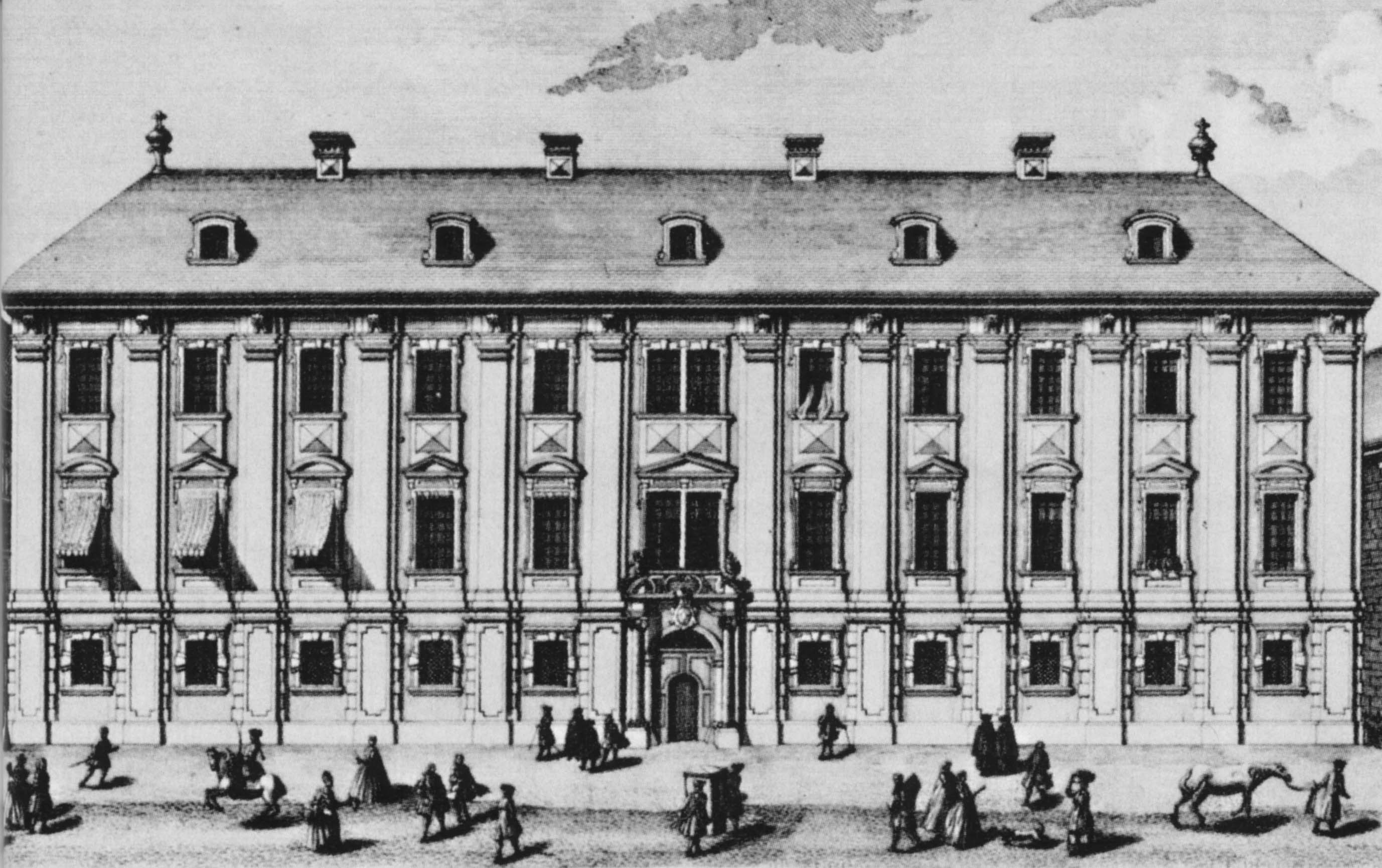
この交響曲が初演されたウィーンのヴァルナーシュトラーセにあるエステルハージ宮殿。

交響曲第6番 ニ長調 Hob. I:6 は、フランツ・ヨーゼフ・ハイドンが1761年頃に作曲した交響曲。『朝』（仏: Le Matin）の愛称で知られ、第7番『昼』、第8番『夕』とともに三部作を成し、三部作の1曲目に当たる。

## 概要
三部作のうち、自筆原稿が残っているのは第7番『昼』だけだが、そこに1761年と記されていることから、本作もほぼ同じ頃の作品と考えられる。同年5月1日、ハイドンはパウル・アントン・エステルハージ侯爵の下に副楽長として仕えることになった。おそらくこの三部作がエステルハージ家のために書いた最初の交響曲と考えられる。
この三部作はハイドンが書いた唯一の標題的な意図を持つ交響曲であり、この後は一度も標題交響曲を書かなかった。朝・昼・夕をテーマに交響曲を書くという考えは、侯爵本人に出るものだろうと言われる。楽団の大部分のメンバーはハイドン本人と同様にエステルハージ家に雇われたばかりであり、ハイドンはこの機会を生かして楽団員の腕前を披露するため、ほとんどのパートに独奏を与えた。楽章によっては独奏楽器群（コンチェルタンテ）とリピエーノを対比させるバロック音楽の合奏協奏曲に近い形式になっているものもある。交響曲第6番でもコントラバスを含むほぼすべての楽器に独奏箇所がある。
第6番『朝』と第7番『昼』の第1楽章は短い序奏で始まるが、ハイドンが序奏を普通に使うようになるのは1780年前後であり、この当時のハイドンの曲で序奏があるのはきわめて珍しい。

## 編成
フルート1、オーボエ2、ファゴット1、ホルン2、第1ヴァイオリン、第2ヴァイオリン、ヴィオラ、チェロ、コントラバス、通奏低音。
フルートは第2楽章を除くすべての楽章で独奏楽器的に扱われる。
独奏ヴァイオリンは、第2・4楽章に、独奏ヴィオラと独奏コントラバスは第3楽章のトリオに出現する。
当時のハイドンの交響曲ではチェロ、コントラバス、ファゴットには独立した楽譜はなく、「低音」の楽譜を演奏していたが、本作ではファゴットのパートが独立しており、チェロの独奏も第2・4楽章と第3楽章のトリオに見られる。

## 曲の構成
- 第1楽章 アダージョ - アレグロ
ニ長調、4分の4拍子 - 4分の3拍子、ソナタ形式。
4分の4拍子の序奏はわずか6小節しかないが、その間にヴァイオリンのみの  から楽器を増やしてクレッシェンドしていき、 にまで持っていく。標題にふさわしく、日の出を彷彿とさせる音楽である。
続く4分の3拍子の主部は、分散和音で始まるさわやかな第1主題がまずフルートで歌われ、オーボエへ引き継がれる。ついで全合奏になるが、ときおり木管楽器の16分音符の動機が顔を見せるのが特徴的である。イ長調に転調し、ヴァイオリンに第2主題が現れる。展開部でもフルートとオーボエにより第1主題が歌われることによって開始され、トレモロによって短調へ転調したり、弦楽器のピッツィカートの上を管楽器の和音の伸ばしが出現したりする。やがてホルン独奏が2小節にわたって第1主題断片を吹くのを合図にして再現部へと入るが、音楽は提示部よりも省略され、第2主題は出現しない。

- 第2楽章 アダージョ - アンダンテ - アダージョ
ト長調、4分の4拍子 - 4分の3拍子 - 4分の4拍子、ソナタ形式。

弦楽器のみで演奏され、ヴァイオリンとチェロの独奏がある。曲は4分の3拍子のアンダンテの曲の前後が4分の4拍子拍子のアダージョ部分で囲まれた特殊な形式をしている。
冒頭のアダージョはゆっくりと上昇する音階で始まるが、だんだん和音が不穏になっていくと独奏ヴァイオリンが飛び出してくる。
主部はソナタ形式で、独奏ヴァイオリンが3連符の連続した旋律を優雅に歌う。展開部からは独奏チェロが登場し、独奏ヴァイオリンと絡み合う。
後奏は再びアダージョになり、今度は上昇音階と下降音階に対旋律が加えられて静かに終わる（独奏は出現しない）。

- 第3楽章 メヌエット - トリオ
ニ長調、4分の3拍子。
メヌエット主部は途中にフルート独奏や、管楽のみの六重奏（フルート、オーボエ2、ホルン2、ファゴット）になる部分がある。
トリオはニ短調に変わり、独奏ファゴットと独奏コントラバスが旋律を演奏する。途中でファゴット、独奏ヴィオラ、独奏チェロによって演奏される箇所がある。中低音域を中心とした渋くくすんだ音色が特徴的である。

- 第4楽章 フィナーレ：アレグロ
ニ長調、4分の2拍子、ソナタ形式。
フルートによる音階が急速に駆け上がる主題により始まる。それを独奏ヴァイオリンが受け継ぎ、やがてチェロやフルートもソロで16分音符の速く長いパッセージを演奏するなど華やかである。この楽章ではすべての管楽器にソロが与えられ、さらに展開部は、独奏ヴァイオリンが重音奏法を使ったヴァイオリン協奏曲ともいえる技巧を披露するなど、いっそう合奏協奏曲的なスタイルを示している。再現部も提示部と同様にフルートで始まるが、その次にはヴァイオリンのかわりにホルンの極端に速いパッセージが現れる。第2主題も提示部とは異なる楽器の組み合わせで出現する。